# Toxorhamphus
Toxorhamphus és un gènere d'ocells de la família dels melanocarítids (Melanocharitidae). És endèmic de Nova Guinea.

## Taxonomia
Segons la Classificació del Congrés Ornitològic Internacional (versió 15.1, 2025) aquest gènere està format per dues espècies:
- Toxorhamphus novaeguineae - picabaies becut ventregroc.
- Toxorhamphus poliopterus - picabaies becut capgrís.